# پت سامیت
پت سامیت (انگلیسی: Pat Summitt؛ زادهٔ ۱۴ ژوئن ۱۹۵۲-درگذشتهٔ ۲۸ ژوئن ۲۰۱۶) بازیکن و مربی بسکتبال اهل ایالات متحده آمریکا بود.
وی همچنین برنده جوایزی همچون نشان افتخار آزادی رئیس‌جمهوری شده بود.